# 京都府道55号舞鶴福知山線
京都府道55号舞鶴福知山線（きょうとふどう55ごう まいづるふくちやません）は、京都府舞鶴市から福知山市に至る主要地方道（京都府道）である。

## 概要
由良川の下流域を川に沿って、福知山市街地へと結ぶ幹線道路である。

### 路線データ
- 起点：舞鶴市上東（藤津交差点、国道175号交点）
- 終点：福知山市堀（東掘交差点、国道9号・国道175号交点）

## 歴史
- 1976年（昭和51年）4月1日 - 建設省（現・国土交通省）が主要地方道に指定。
- 1977年（昭和52年）6月9日 - 京都府が路線認定（整理番号・主要地方道55）。
- 1993年（平成5年）5月11日 - 建設省から、主要府道舞鶴福知山線が舞鶴福知山線として主要地方道に指定される[1]。

## 路線状況

### 重複区間
- 京都府道66号志高西舞鶴線（舞鶴市久田美 - 舞鶴市志高）
- 京都府道494号綾部大江線（福知山市大江町二箇 地内）
- 京都府道9号綾部大江宮津線（福知山市大江町南有路 地内）
- 京都府道493号西坂蓼原線（福知山市大江町千原 - 福知山市大江町尾藤）

## 地理

### 通過する自治体
- 舞鶴市
- 福知山市

### 交差する道路
- 国道175号（国道178号重複）京都府道571号西神崎上東線（舞鶴市上東・藤津交差点、起点）
- 京都府道66号志高西舞鶴線（舞鶴市久田美）
- 京都府道66号志高西舞鶴線（舞鶴市志高）
- 京都府道491号金河内地頭線（舞鶴市桑飼上）
- 京都府道533号内宮地頭線（舞鶴市桑飼上）
- 京都府道494号綾部大江線（福知山市大江町二箇）
- 京都府道494号綾部大江線（福知山市大江町二箇）
- 京都府道9号綾部大江宮津線（福知山市大江町南有路）
- 京都府道9号綾部大江宮津線（福知山市大江町南有路）
- 京都府道493号西坂蓼原線（福知山市大江町千原）
- 京都府道493号西坂蓼原線（福知山市大江町尾藤）
- 京都府道492号私市大江線（福知山市大江町在田）
- 京都府道527号筈巻牧線（福知山市筈巻）
- 中丹広域農道
- 京都府道74号舞鶴綾部福知山線（福知山市猪崎）
- 京都府道24号福知山停車場線（福知山市内記）
- 京都府道8号福知山綾部線（福知山市堀）
- 国道9号 福知山道路・国道175号（国道176号重複）（福知山市堀・東掘交差点、終点）

### 沿線にある施設など
- 舞鶴市立岡田下小学校
- 福知山市立有仁小学校
- 河東保育園
- 福知山市立庵我小学校
- 京都地方法務局 福知山支局
- 京都地方裁判所 福知山支部
- 京都地方検察庁 福知山支部
- 丹波生活衣館
- 福知山城公園
- 福知山市佐藤太清記念美術館